# Mangaldán
Mangaldán  (Bayan ng  Mangaldan - Ili ti Mangaldan), antaño conocido como Magaldán. es un municipio filipino de primera categoría, situado en la isla de Luzón. Forma parte de la provincia de Pangasinán situada en la Región Administrativa de Ilocos, también denominada Región I.

## Geografía
Hállase situada en los 124° 3'  58   longitud, 16° 2'  latitud, á la orilla del rio Angalalán, terreno llano, y clima templado.

### Barangays
El municipio  de Mangaldán  se divide, a los efectos administrativos, en 30 barangayes o barrios, conforme a la siguiente relación:
| - Alitaya - Amansabina - Anolid - Banaoang - Bantayán - Bari - Bateng | - Buenlag - David - Embarcadero - Gueguesangen - Guesang - Guiguilonén - Guilig - Inlambo | - Lanas - Landas - Maasín - Macayug - Malabago - Navaluán - Nibaliw - Osiem | - Palúa - Población - Pogo - Estayo - Salaan - Salay - Tebag - Talogtog |  |

### Demografía

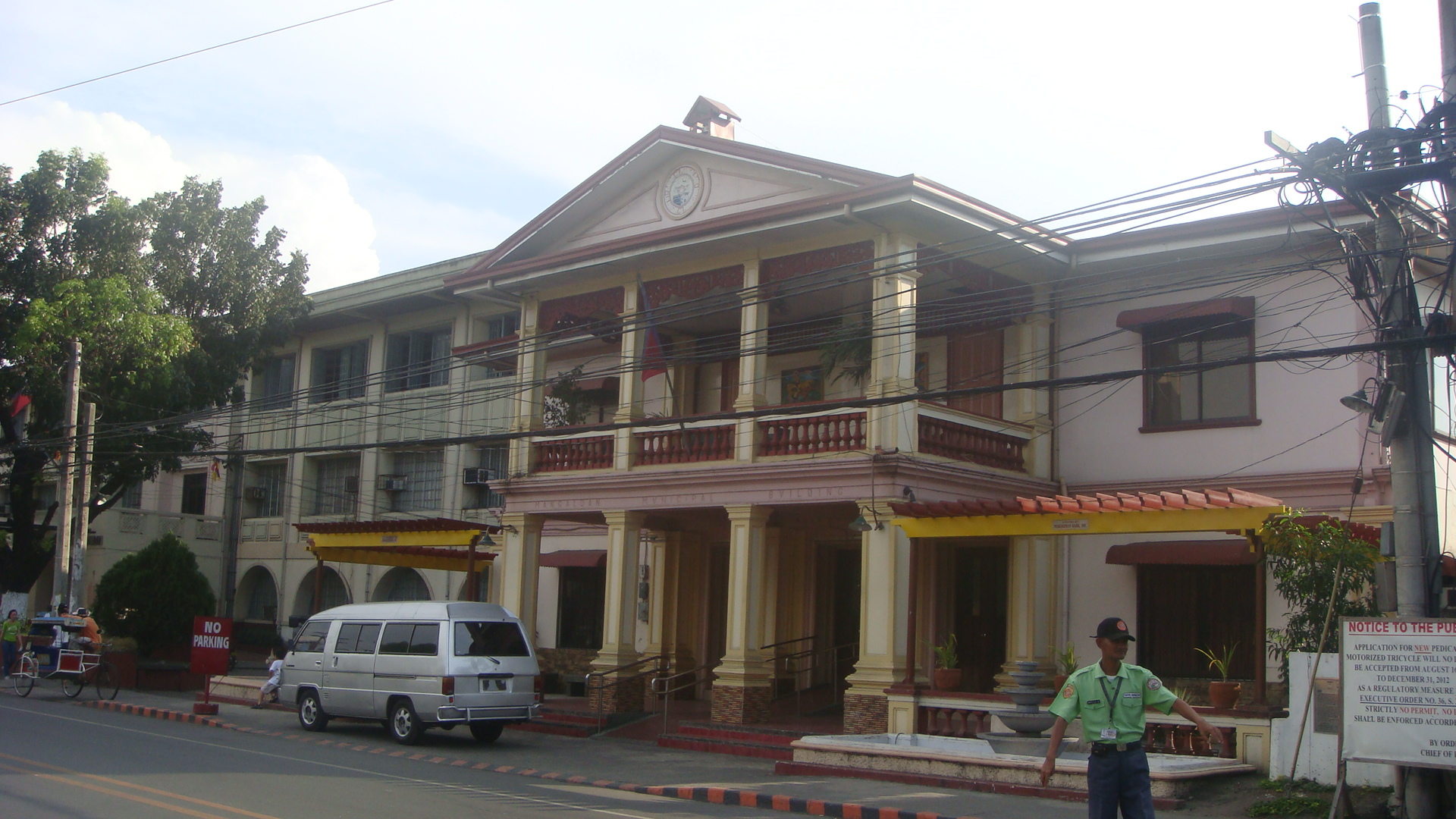
Casa consistorial

A mediados del siglo XIX, año de 1845,  contaba con 14 355 almas, de las cuales 1845 contribuían con 27 970 reales de plata, equivalentes a 69 923 reales de vellón.

## Historia
Mangaldán fue fundada el año 1600 por misioneros dominicos llegados de España, siendo la tercera ciudad más antigua de la provincia de Pangasinán.
Cuentan al preguntar un misonero misionero acerca de la denominación del lugar, los lugareños, que no conocían su idioma, pensaban que les estaba pidiendo agua, a lo que respondieron de este modo: manga-alay-adan, lo que significa Adan es ir a buscar. 
Otros dicen que Mangaldán debe su nombre a un caudillo indígena llamado Babaldan.
La tercera versión hace referencia un gran árbol de mango cargados de frutos, por cuya posesión disputaron los vecinos, man-nga-ngal-ngalan es pelea en el dialecto local.

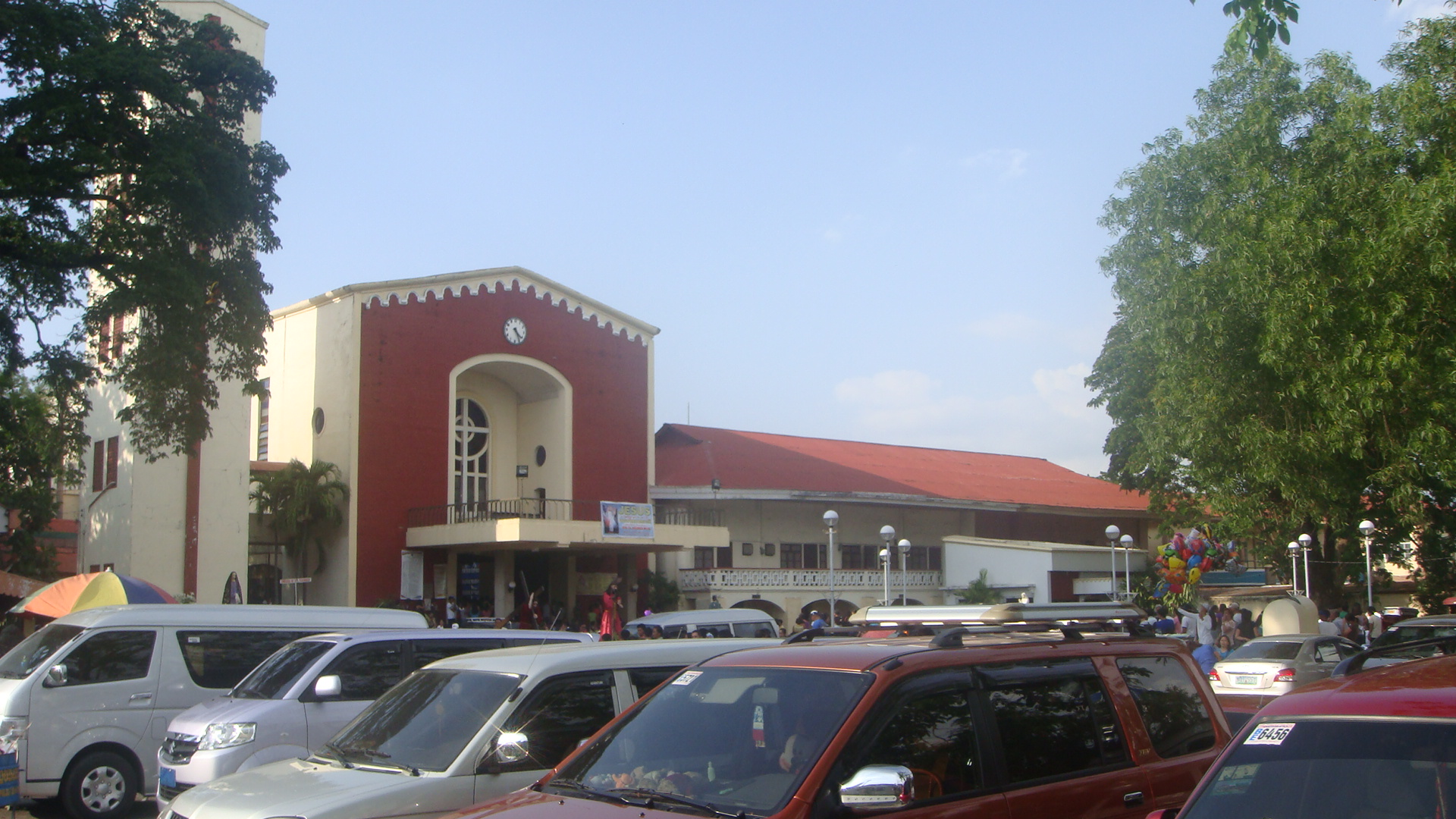
Parroquia de Santo Tomás de Aquino

La Encomienda de Magaldán data de 1591.
A mediados del siglo XIX Magaldán formaba parte de la  provincia de Pangasinán.

"...MAGALDAN: pueblo con cura y gobernadorcillo, en la isla de Luzón, provincia de Pangasinan, diócesis de Nueva Segovia..." 

"... ..." 

"...el TERMINO confina por Norte con el de San Jacinto,  cuyo pueblo se halla á ½ leg. ; por E. con el de Manao á 1 y ½ id.; por O. con el de Dagupán á 2 id. ; por S. con el de Santa Bárbara, á 1 ½ id, y por N. O. con el golfo de Lingayén..."
Diccionario Buzeta, 195-MAG 1850

El año de  1909, durante la Ocupación estadounidense de Filipinas, fue segregado de este municipio el barrio de Mapandán formando un nuevo ayuntamiento.
Durante la Segunda Guerra Mundial, la pista de aterrizaje que fue utilizada por el ejército estadounidense.